# Sérgio Fernandes
Sergio Fernandes (Petrópolis, 23 de junho de 1980), é um político brasileiro. Filiado ao Partido Social Democrático (PSD), Sergio pertence ao grupo político do ex-deputado estadual fluminense Pedro Fernandes Neto e da vereadora carioca Rosa Fernandes. Atualmente é deputado estadual pelo Rio de Janeiro, tendo antes ocupado o cargo de secretário de Inclusão e Diversidade Religiosa (SEID) no município do Rio.
Nas eleições de 2018, Sergio Fernandes foi candidato a deputado estadual para a 12ª legislatura (2019–2023) da Assembleia Legislativa do Estado do Rio de Janeiro (ALERJ), Sergio obteve 33.302 votos, ficando inicialmente com a 1ª suplência do partido. No entanto, Sérgio foi convocado para tomar posse como deputado estadual no dia 26 de março de 2019, para substituir Luiz Martins, titular que estava preso por desdobramentos da Operação Furna da Onça. Foi novamente convocado pra assumir o cargo durante as licenças de Thiago Pampolha, quando este assumiu a secretaria estadual de Meio Ambiente e quando foi eleito vice-governador. Nas eleições de 2022, filiado ao PSD, se candidatou pela segunda vez a deputado estadual e novamente ficou como suplente. No entanto, acabou assumindo a vaga na ALERJ com a licença de Guilherme Schleder. Se licenciou do cargo entre julho de 2023 e maio de 2024 para assumir a secretaria municipal de Inclusão e Diversidade Religiosa do Rio de Janeiro.